# Giorgio Del Carretto
Giorgio Del Carretto (Finale Ligure, ... – 1367 circa) fu marchese del Finale e membro di spicco della famiglia Del Carretto, protagonista delle complesse vicende politiche e militari della Liguria nel XIV secolo.
Figlio di Antonio del Carretto e di Leonora Fieschi, ereditò il marchesato del Finale insieme ai fratelli Antonio ed Enrico in un momento in cui la Repubblica di Genova tendeva a ostacolare i traffici commerciali del marchesato con l'entroterra padano.

## Attività politica e militare
La Repubblica di Genova era oramai da tempo divisa dalle lotte agguerite fra guelfi, sostenitori di re Roberto d’Angiò, e ghibellini, costretti all’esilio. Giorgio si schierò con la fazione ghibellina e nel 1321 prese parte all’assedio di Noli, roccaforte guelfa, con il sostegno delle galee savonesi. Dopo tre giorni di combattimenti e la sconfitta delle forze guelfe presso Spotorno, Noli si arrese il 6 febbraio, seguita poco dopo dal castello e dall’isola di Bergeggi.
Il 13 febbraio 1324 siglò a Noli un importante accordo commerciale con il Comune di Savona, insieme al fratello Enrico. L’intesa garantiva agli abitanti del Finale l’esenzione da dazi doganali su buona parte delle merci importate nella città e regolava l’uso dei boschi fra i due territori. Questo trattato aprì nuove vie di sbocco commerciale al marchesato. Nel 1341, Giorgio mosse contro Albenga, devastandone il territorio. La risposta del doge genovese Simone Boccanegra non si fece attendere: tre galee, al comando di Giovanni De Mari e provenienti dalla Spagna, giunsero a difesa della città. Di fronte alla minaccia, il marchese accettò l’invito a trattare, recandosi a Genova sotto promessa di incolumità personale. Tuttavia, una sollevazione popolare, probabilmente fomentata ad arte, lo pose al centro di un’accusa pubblica come istigatore della guerra nella Riviera di Ponente. Boccanegra ne approfittò per farlo arrestare.
In un primo momento fu detenuto sotto sorveglianza a Palazzo Ducale, quindi rinchiuso nella prigione della Grimaldina. Costretto alla resa, Giorgio cedette al doge genovese il marchesato del Finale, i territori di Varigotti e Cervo, nonché i castelli appartenenti ai signori della Lingueglia, che lo avevano sostenuto nella campagna contro Albenga. Durante l’autunno furono abbattute le fortificazioni del Castellaro presso Taggia e quella di Varigotti. Più tardi fu trasferito nel carcere della Malapaga, rinchiuso in una gabbia di legno.
Papa Clemente VI intervenne in suo favore, sollecitato dal nipote Manuele, ma le sue pressioni non sortirono effetto. Soltanto nel Natale del 1344, approfittando di una rivolta popolare che travolse il regime di Boccanegra, e grazie all’aiuto del nobile genovese Centurione Cattaneo, Giorgio riuscì a evadere. Con la caduta del doge, fu siglato un accordo il 3 maggio 1345 con il nuovo doge Giovanni De Murta. A Giorgio fu concesso, per cinque anni, di non adempiere all’obbligo dell’“abitacolo” a Genova, ovvero il soggiorno periodico richiesto ai signori feudali.
Due anni dopo, De Murta lo invitò, assieme al fratello Antonio, a partecipare a una spedizione in Corsica. La piena legittimazione del suo dominio avvenne nel 1355, quando ricevette dall'imperatore Carlo IV l’investitura dei suoi feudi.

## Ultimi anni e successione
Non si hanno notizie successive alla metà del secolo. La sua assenza nei documenti relativi al trattato del 1367 tra Genova e il Ducato di Milano fa supporre che fosse già deceduto.
Dal suo matrimonio nacquero almeno tre figli: Enrichetto (morto prima del 1385), Lazzarino e Carlo. Alla morte del padre, essi si trovarono coinvolti in dure contese dinastiche contro altri rami della casata – in particolare contro Manuele (figlio di Enrico) e Antonio (figlio del fu Aleramo) – per il controllo del marchesato.
La vertenza fu affidata nel 1385 all’arbitrato del doge Antoniotto Adorno, il quale ne approfittò per rafforzare il controllo genovese sul Finale. La sua sentenza stabilì che metà del marchesato venisse ceduta da Manuele e Antonio alla Repubblica di Genova, in cambio della metà della marca di Clavesana, precedentemente acquistata da Emanuele di Clavesana per 9.000 fiorini d’oro. Genova, a sua volta, concesse la propria parte del Finale a Lazzarino e Carlo, e a Giorgino, figlio del defunto Enrichetto. Nel 1390 Carlo rinunciò alla sua quota in favore del fratello Lazzarino (I), che trasmise il marchesato al figlio Lazzarino (II). A quel punto, il marchesato del Finale risultava diviso tra questi ultimi e il cugino Giorgio, figlio di Enrichetto.